# Несмъртоносно оръжие
Несмъртоносното оръжие (наричано още „нелетално оръжие“) е оръжие, което при обичайна и правилна употреба не предизвиква смърт и тежки травми на хората, срещу които е използвано. Нелеталното оръжие има за цел да обезвреди, обезкуражи, да задържи или да отблъсне противника, без да му причини тежки поражения.
Въоръжените сили използват нелетално оръжие срещу военнопленниците и цивилното население на противника. Полицията използва нелетално оръжие за контрол на масови безредици.
Като нелетално оръжие най-често се използват:
- сълзотворен газ;
- водни оръдия – специализирани противопожарни или полицейски съоръжения, които разгонват тълпи със струи вода под високо налягане;
- светошумови (шокови) гранати – гранати със силен блясък и гръм, но без поразяващи елементи (осколки). Шоковите гранати предизвикват частична слепота и глухота, за кратко време. Ако се взривят прекалено близко до хората, светошумовите гранати могат да предизвикат трайна глухота (разкъсване на тъпанчетата) и слепота (увреждания на ретината);
- електрошоково оръжие
- лазерно оръжие – дезориентира противника и предизвиква временна слепота. Използването на високоенергийно лазерно лъчение, което необратимо уврежда ретината и предизвиква постоянна слепота е забранено с международна конвенция;[2]
- звуково оръжие – разпръсква тълпата, като излъчва рязък и силен непоносим звук, който причинява главоболие и болка в ушите, в предела на действие на оръжието;
- мрежи и лепкава пяна – основното им предназначение е моментално да обездвижат и да задържат лицето, срещу което са използвани, без да му причинят вреда. Противодействието на терористи в съвременната пренаселена градска среда, особено в транспортни средства и при случаи със заложници, изисква бързо обездвижване на заподозрените, което да не им остави шанс да задействат взривно устройство или друго оръжие. Мрежите и лепкавата пяна са перспективно направление, което обаче не дава практически резултат.